# Henryk Słaby
Tadeusz Słaby (ur. 1925 w Warszawie, zm. 20 lipca 2009 w Toronto) – polski filantrop, ekonomista, działacz polonijny w Kanadzie. 

## Życiorys
W chwili wybuchu II wojny światowej miał 14 lat, mimo to zaangażował się w działalność konspiracyjną jako kurier. Został aresztowany przez Niemców i więziony w Busku-Zdroju, Pińczowie i Kielcach. W grudniu 1941 został przetransportowany do obozu koncentracyjnego w Oświęcimiu, a w 1944 przeniesiony do Birkenau. W styczniu 1945 został przetransportowany do Flossenbürga, skąd zbiegł. Przedostał się w okolice Monachium, gdzie dołączył do wojsk alianckich, a następnie do 2 Korpusu Polskiego Polskich Sił Zbrojnych. Po zakończeniu II wojny światowej zamieszkał w Wielkiej Brytanii, gdzie ukończył studia administracyjno-handlowe w Glasgow i Londynie. Następnie pracował w Departamencie Finansów Ministerstwa Przemysłu. W 1955 podjął decyzję o emigracji do Kanady, gdzie zamieszkał w Toronto. Uzyskał uprawnienia biegłego księgowego i w 1961 założył własną firmę, która przynosiła mu wysokie profity. Umożliwiło to Tadeuszowi Słabemu na zaangażowanie się w życie kanadyjskiej Polonii oraz wspieranie inicjatyw przez nią organizowanych. Wsparł finansowo powstanie polskiego teatru, powstanie i działalność Copernicus Lodge, który jest domem spokojnej starości dla Polaków oraz dzięki jego środkom uruchomiono polski program telewizyjny Panorama. Należał do współtwórców czterech polskich fundacji działających w Kanadzie tj. Fundacji im. Maksymiliana Kolbego, Fundacji im. Mikołaja Kopernika, Fundacji im. Władysława St. Reymonta oraz Fundacji im. Turzyńskich. Dzięki jego wsparciu powstało w Mississauga Polskie Centrum Kulturalne im. Jana Pawła II, razem z Ireną Ungar powołał do życia na Uniwersytecie w Toronto Fundusz na rzecz Programu Polskiej Literatury i Języka (Slaby and Ungar Fund for the Polish Language and Literature). Wspierał Katolicki Uniwersytet Lubelski, a szczególnie Komitet Budowy Collegium Jana Pawła II, za co został uhonorowany Medalem za Zasługi dla KUL oraz tytułami doktora honoris causa i Protectori Universitatis. Zaangażował się w powstanie Programu Studiów Kanadyjskich na Uniwersytecie Jagiellońskim. 

## Odznaczenia
- Krzyż Komandorski Orderu Zasługi z Gwiazdą (Polska),
- Order św. Grzegorza Wielkiego (Watykan),
- Medal Narodzin Kanady (Kanada),
- Srebrny Medal 25–lecia Królowania Elżbiety II.